# Venda Nova do Imigrante
Venda Nova do Imigrante là một đô thị thuộc bang Espírito Santo, Brasil. Đô thị này có diện tích 187,894 km², dân số năm 2007 là 18368 người, mật độ 97,76 người/km².